# 真愛BJ4
《真愛BJ4》（英語：Playing It Cool，前名為A Many Splintered Thing）是一部2014年美國浪漫喜劇電影，由Justin Reardon執導，Chris Shafer和Paul Vicknair編劇。本片主演是基斯·伊雲斯、蜜雪兒·摩納漢、安東尼·麥奇、奧布瑞·克莉絲丁·普拉扎、派屈克·華博頓、艾希莉·緹絲黛爾、艾恩·古福特和陶佛·葛瑞斯。本片於2015年3月31日進行網絡點播，其後於2015年5月8日由Vertical Entertainment負責有限上映。

## 劇情
描述一個小時候被母親拋棄，而自此不相信愛情的作家，也因為這個經歷使他心靈受到創傷，對於愛，他沒有感覺，也完全寫不出愛情劇，直到某一天，他在一個晚會中遇見產生一名共鳴的女生，但對方卻已經訂婚了。雖然理智上告訴他不要行動，但最後他仍追隨自己的心意，展開追求對方的行動。

## 演員
- 基斯·伊雲斯 飾 我
- 蜜雪兒·摩納漢 飾 她
- 奧布瑞·克莉絲丁·普拉扎 飾 Mallory
- 艾恩·古福特 飾 Stuffy
- 安東尼·麥奇 飾 Bryan
- 陶佛·葛瑞斯 飾 Scott
- 派屈克·華博頓 飾 Dick
- 馬丁·斯塔爾 飾 Lyle
- 盧克·威爾遜 飾 Samson
- Philip Baker Hall（英语：Philip Baker Hall） 飾 Granddad
- 艾希莉·緹絲黛爾 飾 她自己
- 馬修·莫里森 飾 他自己
- 史葛·伊雲斯 飾 Blissful Boy
- 莎拉·杜蒙 飾 Cute Girl
- 傑登·里柏赫 飾 6歲的我
- Carmina Garay 飾 6歲的她
- Tony Cavalero（英语：Tony Cavalero） 飾 慈善機構服務員
- Kyle Mooney（英语：Kyle Mooney） 飾 其他的哥兒
- Beverly D'Angelo（英语：Beverly D'Angelo） 飾 Lyle的女朋友
- 米凱拉·胡佛 飾 Lacey
- 艾比·萊德·福特森 飾 小女孩

## 外部連結
- 互联网电影数据库（IMDb）上《真愛BJ4》的资料（英文）
- 爛番茄上《真愛BJ4》的資料（英文）